# Enn Tupp

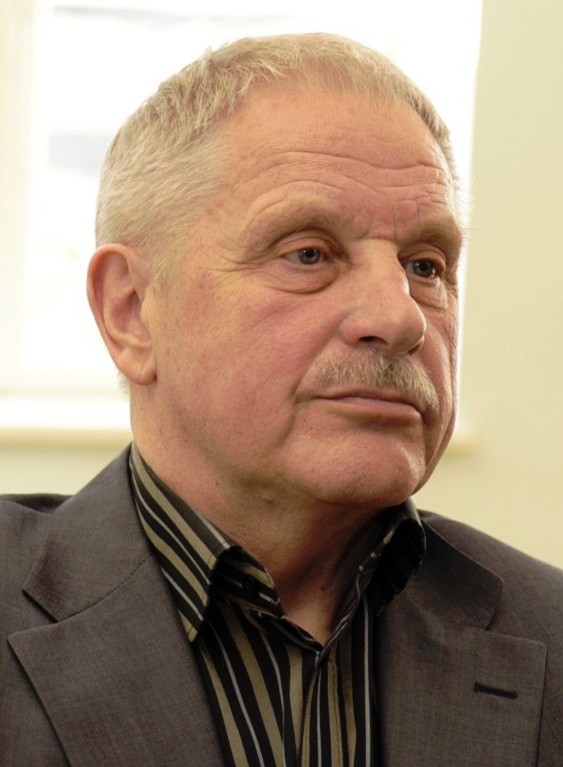
Enn Tupp (2012)

Enn Tupp (* 30. Oktober 1941 in der Landgemeinde Vohnja, Kreis Virumaa) ist ein estnischer Sportler und Politiker.

## Leben

### Frühe Jahre
Enn Tupp wurde als Sohn von Eduard Woldemar Tupp (1898–1944) und Johanne Helene Tupp (geb. Kraav, 1900–1958) im Nordosten Estlands geboren. Während seines Militärdienstes in der sowjetischen Armee schloss Tupp 1962 die Flugschule als Funker/Navigator ab. Er flog hauptsächlich die Antonow An-12.
1965 machte er seinen Abschluss als Externer an der Tallinner Abendschule (Tallinna Kaugõppe Keskkool). 1973 folgte sein Examen an der Fakultät für Körperkultur der Staatlichen Universität Tartu.

### Sportler
Bereits ab den 1950er Jahren war Tupp als erfolgreicher Sportler aktiv, besonders als Biathlet. 1966/67 war Tupp als Elektriker bei der Skifabrik Dünamo angestellt. 1967/68 war er Skitrainer bei der sowjetestnischen Sportorganisation Jõud in Võru. 1968/69 leitet er die Jõud-Sportschule von Võru. Von 1970 bis 1974 arbeitete Tupp als Lehrer für Militär- und Leibeserziehung an der Mustersowchose in Väimela.
Von 1969 bis 1972 gehörte Tupp der estnischen Biathlon-Mannschaft an. 1971 wurde er estnischer Meister im Biathlon, im folgenden Jahr im Langlaufschießen. Von 1974 bis 1988 war Tupp in Võru als Gebietsleiter der Sportorganisation Jõud beschäftigt. 1987/88 arbeitete er für die Sportorganisation Kalev, die im selben Jahr aus der Vereinigung mit Jõud entstanden war.

### Politiker
Von 1973 bis 1988 war Tupp Mitglied  der KPdSU. In der Zeit von Glasnost und Perestroika und der Schlussphase der Sowjetunion betätigte sich Tupp verstärkt politisch. Von 1987 bis 1990 war er in der demokratischen Oppositionsbewegung Rahvarinne aktiv. 1989/90 amtierte er als demokratisch gewählter Bürgermeister der Stadt Võru. 1990 trat er in die Christlich-Demokratische Partei Estlands (Eesti Kristlik-Demokraatlik Erakond) ein, die 1992 in der konservativen Nationalen Sammlungspartei Vaterland (Rahvuslik Koonderakond Isamaa) aufging.
Von 1990 bis 1992 war Tupp Mitglied des estnischen Parlaments („Oberster Sowjet“, dann „Oberster Rat“). Am 20. August 1991 stimmte er dort für die Wiedererlangung der estnischen Unabhängigkeit. 1991/92 war Tupp Mitglied der Verfassungsgebenden Versammlung der Republik Estland (Põhiseaduse Assamblee) und Vorsitzender des Redaktionsausschusses für verteidigungspolitische Fragen.
Bei den Parlamentswahlen im September 1992 kandidierte Tupp als Abgeordneter, verpasste aber den Einzug in das estnische Parlament (Riigikogu).
Tupp wurde anschließend zum Leiter der Abteilung für Verteidigungspolitik im estnischen Verteidigungsministerium berufen. Von Juni bis November 1994 war Tupp Verteidigungsminister der Republik Estland in der Koalitionsregierung seines Parteifreunds Ministerpräsident Mart Laar. Dasselbe Amt hatte er von November 1994 bis April 1995 in der kurzlebigen Nachfolgeregierung unter Ministerpräsident Indrek Tarand inne.
In die Amtszeit als Verteidigungsminister fällt der Untergang der estnischen Passagierfähre „Estonia“, bei der am 28. September 1994 auf der Ostsee mehr als 850 Menschen ums Leben kamen. Tupp erregte Aufsehen mit der Aussage, dass der Zusammenstoß mit einem U-Boot „wahrscheinlich“ eine Rolle bei der Schiffskatastrophe gespielt habe.
Nach seinem Ausscheiden aus der Regierung trat Tupp in den diplomatischen Dienst seines Landes ein. Von 1998 bis 2001 führten ihn Posten als Verteidigungsattaché nach Finnland, Lettland und Litauen, von 2003 bis 2007 nach Dänemark und Norwegen. Von 2001 bis 2003 war Tupp Leiter der Verwaltungsabteilung und Koordinator für internationale Beziehungen im Generalstab der estnischen Streitkräfte. 2008 schied Tupp nach Erreichen der Altersgrenze aus dem aktiven Militärdienst aus.
2011 trat Tupp aus der Partei Vaterland aus und schloss sich den estnischen Sozialdemokraten an. Er verließ die Partei Ende 2019.
2015 wurde Tupp Vorsitzender der „Versammlung der Pensionsoffiziere Estlands“ (Eesti Eruohvitseride Kogu – EEOK).

### Schriftsteller
Daneben trat Enn Tupp auch als Roman-Schriftsteller in Erscheinung. 2008 erschien unter dem Pseudonym Arju Virukas der Roman Detsembripäike. 2012 folgte unter seinem richtigen Namen Dekoreeritud jumalad.